# Narrillos del Álamo
Narrillos del Álamo ist ein zentralspanischer Ort und eine Gemeinde (municipio) mit 59 Einwohnern (Stand: 2024) in der Provinz Ávila in der Autonomen Region Kastilien-León. Neben dem Hauptort Narrillos del Álamo gehören die Weiler El Álamo, Mercadillo und Ventosa de la Cuesta zur Gemeinde.

## Lage und Klima
Die Gemeinde Narrillos del Álamo liegt auf der Nordseite der Sierra de Gredos im Südwesten der Provinz Ávila in einer durchschnittlichen Höhe von ca. 1115 m. Die Entfernung nach Ávila beträgt knapp 75 km (Fahrtstrecke) in ostnordöstlicher Richtung. Das Klima ist gemäßigt bis warm; der Regen (817 mm/Jahr) fällt mit Ausnahme der trockenen Sommermonate übers Jahr verteilt.

## Bevölkerungsentwicklung
| Jahr      | 1970 | 1981 | 1991 | 2001 | 2011 | 2021 |
| Einwohner | 509  | 258  | 194  | 148  | 94   | 71   |

## Sehenswürdigkeiten
- Kirche Mariä Himmelfahrt in Narrillos del Álamo
- Kirche von Mercadillo

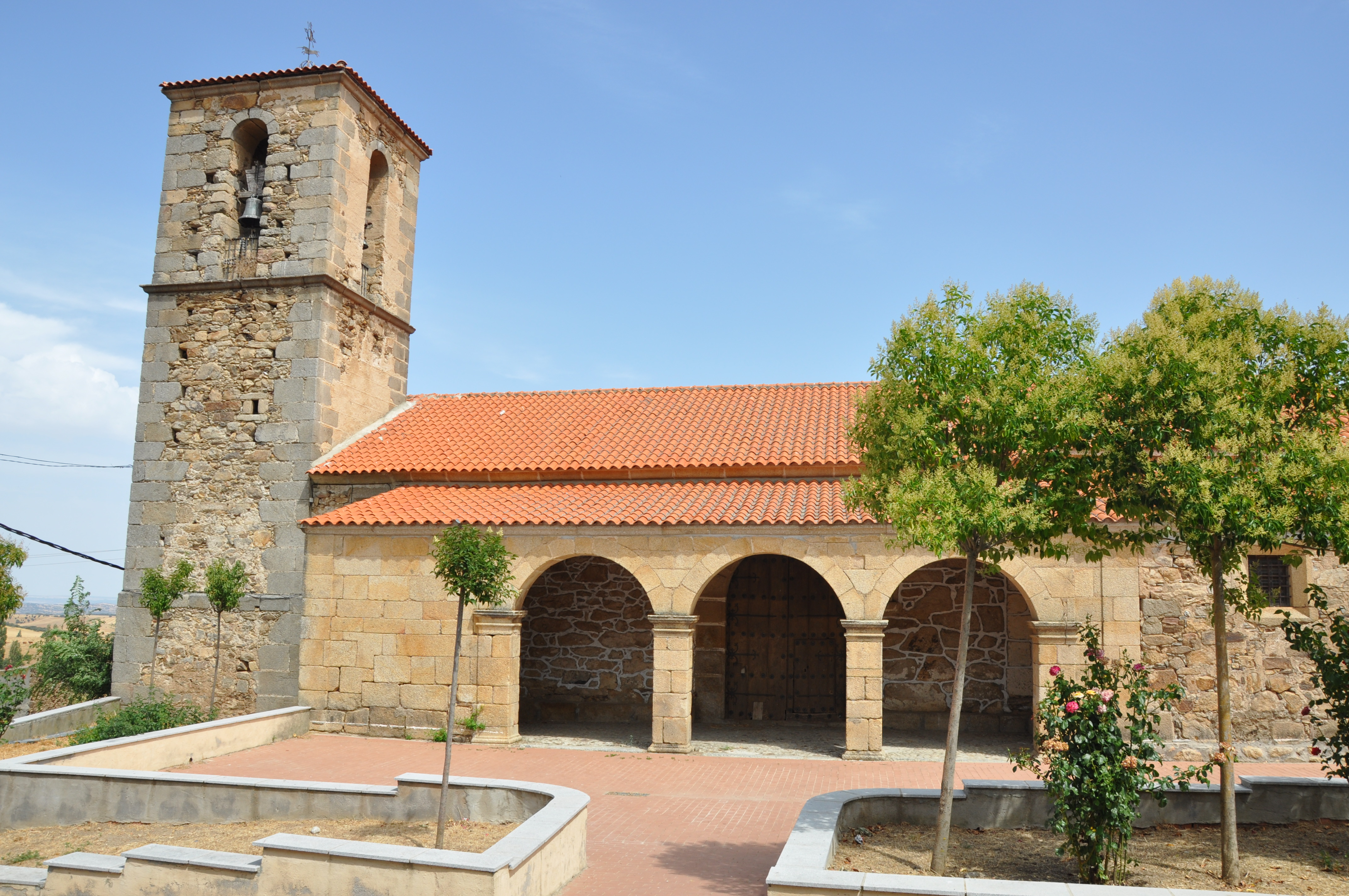
Kirche Mariä Himmelfahrt
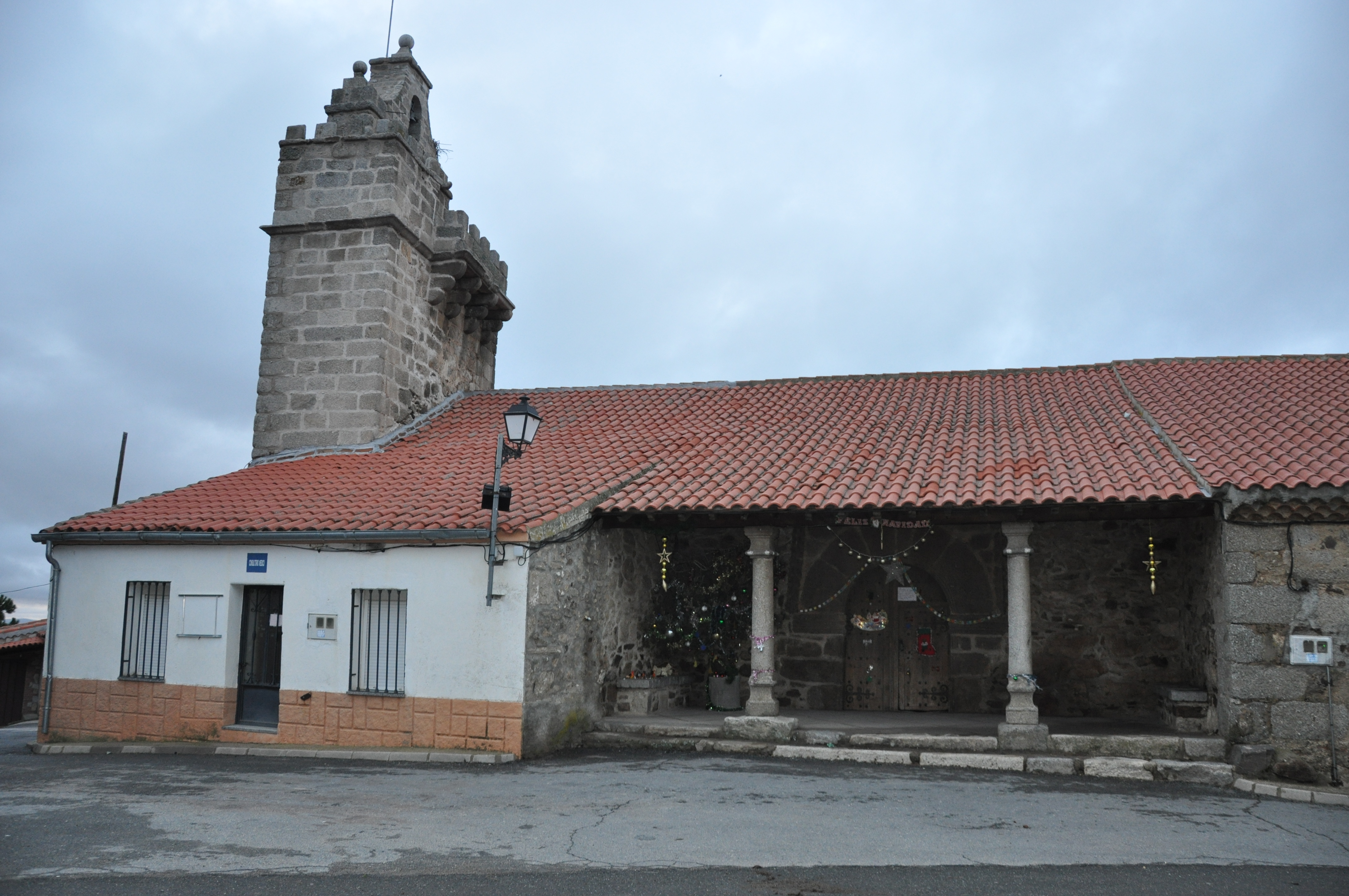
Kirche von Mercadillo